# Liste des œuvres de Petrus Christus
Cette page dresse la liste des œuvres du peintre Petrus Christus :
| Tableau | Titre                                                                                          | Date        | Matériaux et dimensions                             | Lieu d’exposition                                              |
| ------- | ---------------------------------------------------------------------------------------------- | ----------- | --------------------------------------------------- | -------------------------------------------------------------- |
|         | Pietà                                                                                          | v. 1444     | Huile sur panneau de chêne 38 × 30 cm               | Musée du Louvre, Paris                                         |
|         | L'Homme de douleurs                                                                            | 1444-1446   | Huile sur panneau 11,2 × 8,5 cm                     | Birmingham Museum and Art Gallery, Birmingham                  |
|         | Vierge à l'Enfant dans une galerie                                                             | v. 1445     | Huile sur panneau 55,5 × 31,5 cm                    | Musée des Beaux Arts, Budapest                                 |
|         | L'Homme au faucon                                                                              | 1445-1450   | Pointe d'argent sur papier 19 × 14,4 cm             | Städel, Francfort-sur-le-Main                                  |
|         | Tête du Christ                                                                                 | v. 1445     | Huile sur parchemin posé sur panneau 14,6 × 10,5 cm | Metropolitan Museum of Art, New York                           |
|         | Portrait d'un Chartreux ou Portrait d'un moine chartreux                                       | 1446        | Huile sur panneau 29,2 × 21,6 cm                    | Metropolitan Museum of Art, New York                           |
|         | Portrait d'Edward Grimston                                                                     | 1446        | Huile sur panneau 33,6 × 24,7 cm                    | National Gallery, Londres                                      |
|         | Un Orfèvre dans son atelier, peut-être saint Éloi                                              | 1449        | Huile sur panneau 98 × 85 cm                        | Metropolitan Museum of Art, New York                           |
|         | Vierge à l’Enfant avec sainte Barbe et Jan Vos ou l’Exeter Madonna                             | v. 1450     | Huile sur panneau 19 × 14 cm                        | Gemäldegalerie, Berlin                                         |
|         | La Lamentation (Pietà)                                                                         | 1450        | Huile sur panneau et tempera 29,2 × 21,6 cm         | Metropolitan Museum of Art, New York                           |
|         | Portrait d'un donateur                                                                         | v. 1450     | Huile sur panneau 42 × 21,2 cm                      | National Gallery of Art, Washington                            |
|         | Portrait d'une donatrice                                                                       | v. 1450     | Huile sur panneau 41,8 × 21,6 cm                    | National Gallery of Art, Washington                            |
|         | L'Annonciation Friedsam                                                                        | v. 1450     | Huile sur panneau 77,5 × 64,1 cm                    | Metropolitan Museum of Art, New York                           |
|         | Portrait d'un donateur présenté par saint Antoine                                              | v. 1450     | Huile sur panneau 57,4 × 31 cm                      | Statens Museum for Kunst, Copenhague                           |
|         | La Vierge à l'Enfant                                                                           | v. 1450-60  | Huile sur panneau 49 × 34 cm                        | Museo del Prado, Madrid                                        |
|         | L'Annonciation et la Nativité                                                                  | v. 1452     | Huile sur panneau 134 × 56 cm                       | Gemäldegalerie, Berlin                                         |
|         | Le Jugement dernier                                                                            | 1452        | Huile sur panneau 134 × 56 cm                       | Gemäldegalerie, Berlin                                         |
|         | L'Annonciation                                                                                 | v. 1452     | Huile sur panneau 42 × 22 cm                        | Groeningemuseum, Bruges                                        |
|         | La Nativité                                                                                    | 1452        | Huile sur panneau 85,5 × 54,8 cm                    | Groeningemuseum, Bruges                                        |
|         | La Lamentation (Pietà)                                                                         | 1455-60     | Huile sur panneau 98 × 188 cm                       | Musées royaux des beaux-arts de Belgique, Bruxelles            |
|         | La Mort de la Vierge                                                                           | 1457-1467   | Huile sur panneau 171,1 × 138,4 cm                  | Timken Museum of Art, San Diego                                |
|         | Isabelle de Portugal avec sainte Élisabeth ou Sainte Élisabeth présentant Isabelle de Portugal | 1457-1460   | Huile sur panneau 59 × 33 cm                        | Groeningemuseum, Bruges                                        |
|         | Vierge à l'Enfant trônant avec saint François et saint Jérôme                                  | 1457        | Huile sur panneau 46,7 × 44,7 cm                    | Städel, Francfort-sur-le-Main                                  |
|         | Portrait d'un jeune homme                                                                      | 1460        | Huile sur panneau 35,5 × 26,3 cm                    | National Gallery, Londres                                      |
|         | La Vierge à l'Arbre Sec ou Madone à l'Arbre Sec                                                | v. 1465     | Huile sur panneau 17,4 × 12,4 cm                    | Musée Thyssen-Bornemisza, Madrid                               |
|         | Sainte Famille dans un intérieur domestique                                                    | 1460-1467   | Huile sur panneau 69,53 × 50,96 cm                  | Nelson-Atkins Museum of Art, Kansas City                       |
|         | Portrait d'homme                                                                               | v. 1465     | Huile sur panneau de chêne 43,82 × 31,12 cm         | Los Angeles County Museum of Art, Los Angeles                  |
|         | La Nativité                                                                                    | 1465        | Huile sur panneau 130 × 97 cm                       | National Gallery of Art, Washington                            |
|         | Portrait d'une jeune fille                                                                     | 1470        | Huile sur panneau 29 × 23 cm                        | Gemäldegalerie, Berlin                                         |
|         | Trinité, miniature des Heures de Paul van Overltvelt                                           | années 1450 | enluminure sur parchemin 15,8 × 10,4 cm             | Bibliothèque royale de Belgique, Bruxelles, ms. IV 95, f.155v. |